# Pràvaia Khava
Pràvaia Khava (en rus: Правая Хава) és un poble de l'óblast de Vorónej, a Rússia, segons el cens del 2010 tenia 563 habitants.